# District de Vohibato
Vohibato est un district de Madagascar, situé dans la partie Est de la région Haute Matsiatra, dans la province de Fianarantsoa.